# Jarmen
Jarmen ist eine Landstadt im Landkreis Vorpommern-Greifswald in Mecklenburg-Vorpommern und Verwaltungssitz des Amtes Jarmen-Tutow, dem weitere sechs Gemeinden angehören.

## Geografie

### Geografische Lage
Jarmen liegt direkt am Südufer der Peene und ist mit dem nördlichen Ufer durch die Autobahnbrücke der A 20 und direkt am Ort durch die neue Peenebrücke der Landesstraße 35 verbunden.
Nördlich von Jarmen liegen Greifswald (19 km) und Grimmen (33 km), östlich Gützkow (6 km) und Wolgast (34 km), südlich Altentreptow (27 km) und Neubrandenburg (43 km), westlich Loitz (19 km) und Demmin (21 km).

### Stadtgliederung
Jarmen besteht aus folgenden Ortsteilen:
| - Jarmen - Groß Toitin - Klein Toitin - Kronsberg | - Müssentin - Neu Plötz - Plötz - Wilhelminenthal |

## Geschichte

### Name
1269 wurde Jarmen als Germin, auch 1277 Germin und 1290 als Jermyn urkundlich genannt. Das könnte als eifrig oder kühn übersetzt werden. Erst mit der Herzogsurkunde von 1340 hieß es niederdeutsch Jarmen.

### Frühe Geschichte

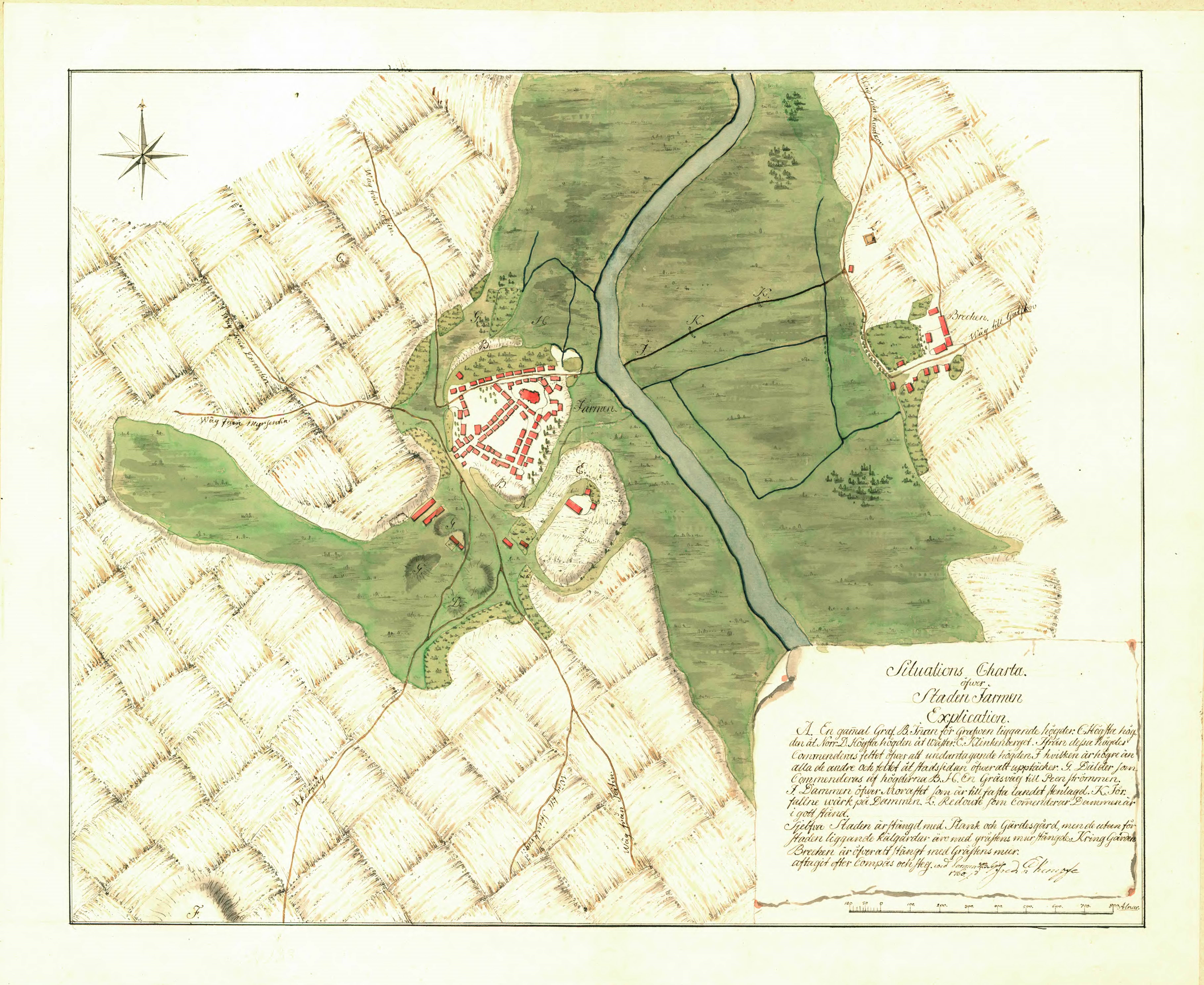
Stadtplan von Jarmen von 1760

Stein- und bronzezeitliche Funde wurden im Zuge des Baus der Autobahn 20 gemacht. Darunter sind eine Siedlung und ein auf 830 v. Chr. datierter Feuerstellenplatz. Ab 690 n. Chr. begann die slawische Besiedlung der Gegend. Im 8. Jahrhundert wurde die Umgebung von Jarmen erstmals urkundlich erwähnt. Von 1186 bis 1227 war Pommern mit Jarmen unter dänischer Lehnsherrschaft. Nach 1250 entstand eine planmäßige Stadtanlage am alten Peeneübergang. Am 13. August 1269 wurde die Stadt als Germin erstmals in einer Urkunde erwähnt. Um 1277 gehörten Ort und Land Germin mit den Gemarkungen Bentzin, Zemmin, Müssentin, Zarrenthin und Toitin dem Bistum Cammin. Die in Germin ansässige bischöfliche Vertretung erhielt vom Kloster Eldena eine Jahreslast von sieben Pfund Salz. 1290 wurde der Ort als oppidum genannt. 1305 erhielt Herzog Otto I. von Pommern Jarmen vom Bischof Heinrich von Cammin als Lehen.
1631 wurde Jarmen Amtsstadt des pommerschen Amtes Ueckermünde. Jarmen entwickelte sich aufgrund seiner Lage an der Peenefähre zum Verkehrs- und Handelsknotenpunkt. Nach dem Dreißigjährigen Krieg gehörte Jarmen von 1648 bis 1720 zu Schwedisch-Pommern. Mit Beendigung des Großen Nordischen Krieges 1720 wurde Jarmen eine preußische Grenzstadt. Erst 1815 gehörten dann auch die nördlich der Peene gelegenen Gebiete Vorpommerns zu Preußen.
1777 hatte Jarmen 532 Einwohner. Durch mehrere Stadtbrände, unter anderem 1742 und 1839, wurde ein Teil des historischen Häuserbestandes zerstört.

### Ab 1800
1816 hatte Jarmen 615 Einwohner. Der preußische König Friedrich Wilhelm IV. besuchte 1856 Jarmen, wobei er 2000 Taler für den Neubau der Stadtkirche übergab. Eine Fähre über die Peene bei Jarmen wurde erstmals 1368 erwähnt. Der Fährbetrieb wurde 1863 nach der Errichtung einer hölzernen Klappbrücke eingestellt.
1862 hatte Jarmen 1695 Einwohner, eine Kirche, zwei Schulen, ein Armenhaus, ein Rathaus, 172 Wohnhäuser und 308 Wirtschaftsgebäude.
1893 wurde der Hafen durch die Mecklenburg-Pommerschen Schmalspurbahn (MPSB) mit Friedland und Anklam verbunden. Von Schmarsow aus wurde Jarmen 1897 an die Demminer Kleinbahn Ost (DKBO) angeschlossen, deren Strecke von Demmin nach Treptow (heute: Altentreptow) verlief. Die DKBO teilte sich in Jarmen mit der Greifswald–Jarmener Kleinbahn (GJK) Bahnhof und Werkstatt. Über die GJK, die eine eigene Eisenbahnbrücke über die Peene besaß, konnten Greifswald und Züssow erreicht werden. Die erste Betonbogenbrücke über die Peene wurde 1910 fertiggestellt.
Die Eisenbahnstrecken wurden 1945 stillgelegt und Gleisanlagen und rollendes Material als Reparationsleistungen an die Sowjetunion geliefert.
Jarmen gehörte bis zum Ende des Zweiten Weltkriegs zum Landkreis Demmin in der preußischen Provinz Pommern, der dann in das Land Mecklenburg eingegliedert wurde. In der DDR gehörte der Kreis Demmin zum Bezirk Neubrandenburg, seit 1990 zum Land Mecklenburg-Vorpommern. Seit der Kreisgebietsreform Mecklenburg-Vorpommern 2011 liegt Jarmen im Landkreis Vorpommern-Greifswald.
Die Innenstadt wurde im Rahmen der Städtebauförderung seit 1991 grundlegend saniert. Die bisher durch die Stadt verlaufende Bundesstraße 110 wurde über eine Ortsumgehung geführt.

### Geschichte der Ortsteile
Plötz

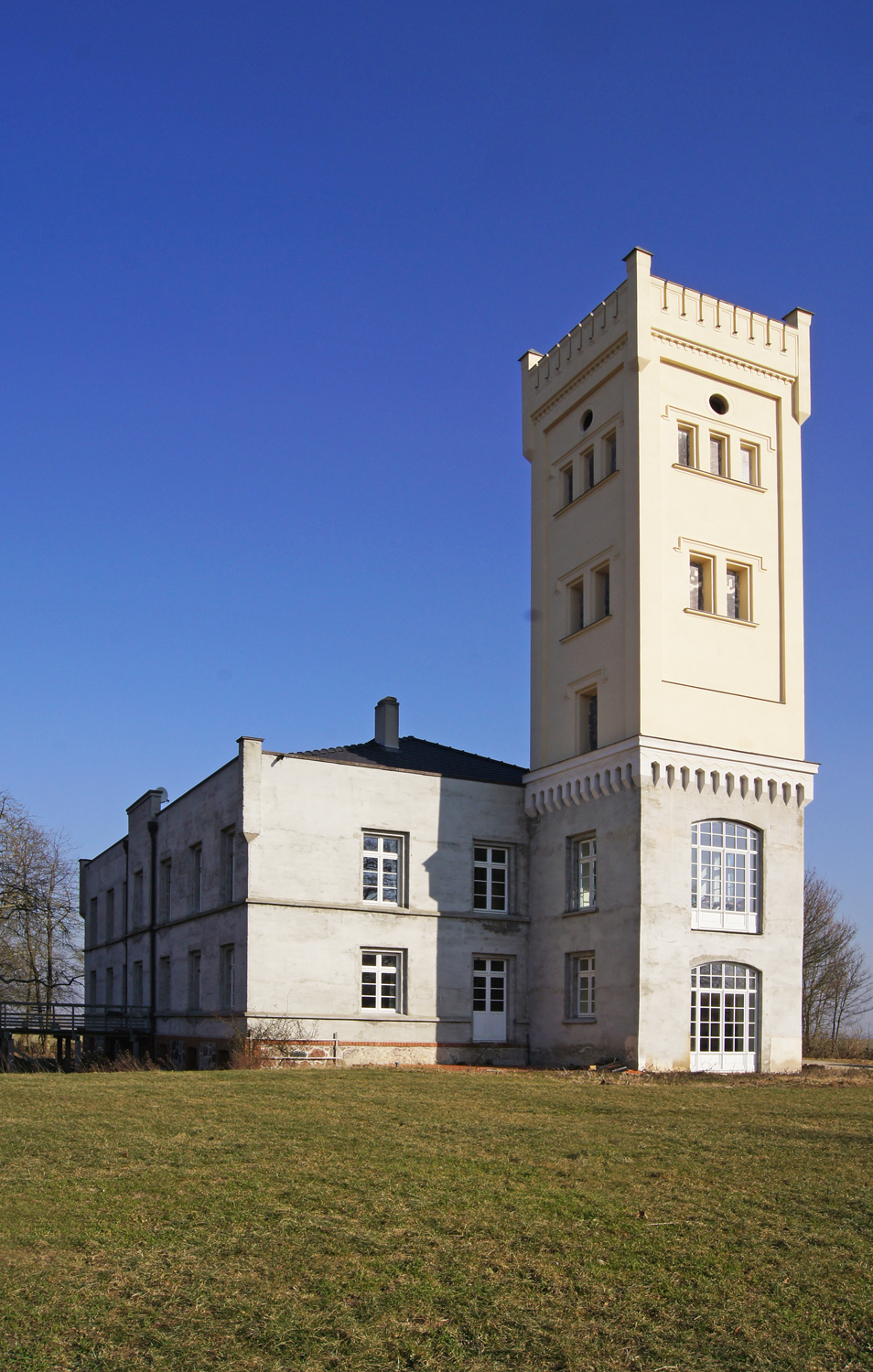
Schloss Plötz von 1860

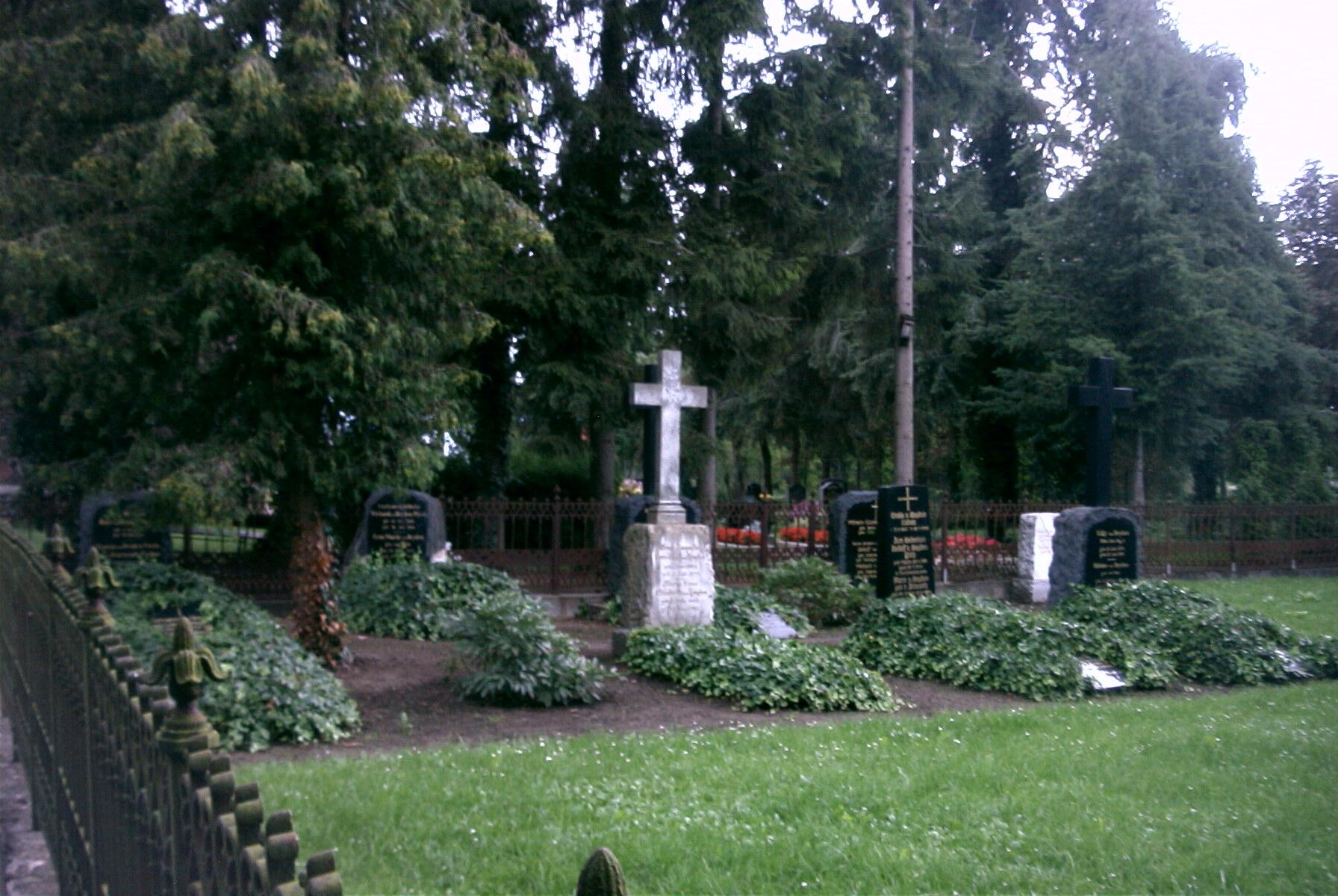
Erbbegräbnis der Familie Heyden in Plötz

Genannt wurde Plötz urkundlich erstmals 1249. Dort befand sich die Plossekenburg oder Plötzenburg, der Herrschaftssitz des Landes Plote. Bereits im 13. und 14. Jahrhundert hatten (vgl. Kneschke und auch Ledebur) Henning von Winterfeld und danach Martin von Winterfeld die Burg inne. Zeitweise gehörte die Provinz mit der Plötzenburg zur Kastellanei Gützkow. Die Plötzenburg wurde auch als Sitz der Schwertritter von Appeldorn genannt.
Plötz wurde ein Lehn-Rittergut und gehörte in den ersten Nachweisen in Teilen den Familien von Speckin und von Maltzahn, dann folgten die von Mardefeld. Regierungsrat Gustav von Mardefeld verkaufte das Gut 1701 an Hans Gotthilf von Kirchbach. 1719 ging der Besitz dann an Friedrich Ehrenreich von Ramin über, dieser vererbte es seinen drei Söhnen, die es nacheinander an den jüngsten Bruder abgaben. Der hatte als Nachkommen drei Töchter. Zwei verzichteten später mit Abfindungen, es blieb Charlotte Elisabeth Christine von Ramin, die mit Oberst Hans Friedrich Wilhelm von Trebra verheiratet war. Deren Kinder erhielten 1793 das Lehn auf Plötz, gaben es dann aber auch ab.
Ab 1793 war dann die Familie von Heyden mit Wichard Wilhelm von Heyden im Besitz der Güter. Ihm folgte der jüngste Sohn Carl Ludwig Wilhelm Wichert von Heyden (* 16. November 1823), der noch 1865 laut Heinrich Berghaus Besitzer war. Plötz hatte 1865 142 Einwohner mit fünf Feuerstellen und einer Windmühle. Insgesamt hatte Gut Plötz mit Vorwerken neben dem Besitzer drei Verwalter, 52 Gesindeleute sowie 41 Tagelöhner.
Das Gutshaus im Tudorstil wurde 1866 erbaut, eine Besonderheit ist der quadratische Turm. Bauherr war Carl Ludwig Wilhelm Wichard von Heyden (1823–1882). Die Nachfolge treten die anverwandten Hans von Heyden (1852–1893) und seine Frau Marie, geborene von Graevenitz an. 1939, nach dem letztmals amtlich publizierten Güteradressbuch für Pommern umfasste das Gut Plötz mit Neuplötz, Wilhelmsthal und Hof Völschow 976 ha, davon 63 ha Wald. Nach der selbigen Quelle wurde bereits so genannte Dampfpflanzer, Lanz-Raupen und die bekannten Lanz-Bulldog eingesetzt. Im wirtschaftlichen Mittelpunkt stand die Rindviehhaltung und eine große Schafswirtschaft. Die Verwaltung des Rittergutes und der Vorwerke führte damals Bürgermeister W. Metscher. Letzter Besitzer des rund 1000 ha großen Gutes Plötz mit Gut Ückeritz war bis 1945 Detloff von Heyden (1881–1946). Er wurde wie fast alle Gutsherren nach 1945 durch die Bodenreform enteignet.
Nach 1945 wurde das Gutshaus als Wohnhaus für Aussiedler genutzt, später war es Lehrlingswohnheim. 1990 leergezogen, war es wie viele der Gutshäuser dem Verfall preisgegeben. Erst viele Jahre später wurde es privatisiert und seitdem restauriert.
Neu Plötz und Wilhelminenthal
Beide Orte wurden als Vorwerke zum Gut Plötz um 1800 angelegt. Die Vorwerke wurde aus sechs gelegten Bauernwirtschaften gebildet.
Neu Plötz liegt südlich von Plötz und hatte 1865 78 Einwohner mit vier Feuerstellen. In Wilhelminenthal (nördlich vom Gut) gab es 70 Einwohner mit ebenfalls vier Feuerstellen.
Groß Toitin
Der Ort wurde 1305 als „Deutsch-Toyemtin“ genannt. Besiedelt wurde der Ort wohl zu frühdeutscher Zeit, darauf verweist eine Turmhügelburg knapp westlich des Ortes. Das Gut Groß Toitin hatte dort in älteren Zeiten auch einige Wirtschaftsgebäude, die dann aber östlich des Dorfes zum Hauptgut verlegt wurden. Das Anwesen gehörte der Familie von Heyden-Linden auf Tützpatz, wechselte aber 1846 innerhalb der Familie zum Zweig Heyden auf Kartlow. Kartlow mit der Pertinenz Groß Toitin hatte 4500 ha und gehörte damit zu den größten Gütern.
Das Dorf hatte 1865 73 Einwohner und fünf Feuerstellen, eine Kirche, eine Schule und eine Peene-Fischerei. Das Gut gehörte zu der Zeit Generallandschaftsrat Woldemar von Heyden auf Kartlow. Es wurde vor Ort durch einen Inspektor bewirtschaftet.
Um 1897 erhielt Groß Toitin einen Anschluss an die Kleinbahn, die leicht westlich des Ortes von Jarmen kommend verlief. Die Strecke wurde wie alle in der Region 1945 demontiert und als Reparationsleistung an die Sowjetunion geliefert.
1939 ging dann Groß Toitin an eine Erbengemeinschaft mit dem Pächter Meiering.
In den 1970er Jahren wurde eine Umgehungsstraße für die B 110 gebaut, damit wurde der Ort entlastet.
1995 wurde gemeinsam von den Städten Jarmen und Gützkow nordwestlich des Ortes ein größeres Abwasserklärwerk errichtet.
Klein Toitin
Klein Toitin wurde als slawisches oder wendisches Toitin ebenfalls um 1305 bezeichnet. 1515 gehörte „Lütken Toitin“ Henning von Parsenow, der auch auf Bentzin saß. Nach dem Aussterben der Familie fiel das ritterschaftliche Lehngut an den Staat, aber der verzichtete und verkaufte an die von Heyden.
Klein Toitin hatte 1865 93 Einwohner mit fünf Feuerstellen. Zwischen 1835 und 1880 wurde Klein Toitin abgerissen und zwischen 1843 und 1846 ca. 1000 Meter weiter westlich auf der Feldmark neu erbaut. Es entstand eine vollkommen neue moderne Gutsanlage mit 357 ha Nutzfläche.
Das Gut gehörte, wie Groß Toitin, 1865 Woldemar von Heyden auf Kartlow, wurde aber vor Ort von einem Inspektor bewirtschaftet.
Kronsberg
Der Ort war Vorwerk zum Gut Kartlow und gehörte der Familie von Heyden. Kronsberg war 1835 nur eine Schäferei mit einem Stallgebäude und wurde erst bis 1865 als vollständiges Vorwerk mit Gutshof einschließlich Herrenhaus und kleinem Park ausgebaut.
1865 hatte der Ort dann schon 96 Einwohner in fünf Wohngebäuden, darunter der Verwalter mit Familie und 14 Tagelöhnerfamilien. Besitzer war zu der Zeit Generallandschaftsrat Wichert Wilhelm Woldemar von Heyden auf Kartlow.
Müssentin
Nach Kneschke und Ledebur befand sich der Ort schon Anfang des 14. Jahrhunderts und wahrscheinlich bereits früher im Besitz der Herren von Winterfeld, die möglicherweise den Ortsnamen von ihrem Besitz Müssenthin in der Altmark nach Pommern mitbrachten, deshalb wurde der Ort auch in den älteren Urkunden als Müssenthin geführt. Müssentin war später ein Lehn-Rittergut. Dann wurde ein Hasse von Schulenburg als Besitzer geführt, es folgte um 1515 Henning von Parsenow. 1523 war es dann die Familie von Horn und danach die von Mardefeld. Bis 1793 war dann wieder die Familie von Parsenow Besitzer. In diesem Jahr kaufte Familie von Heyden das Gut, die dann auch die Feldmark beim späteren Kronsberg 1836 erwarb.
1865 bestand Müssentin aus dem adligen Hof, fünf Bauern, einem Schulmeister und einer Schäferei auf der Feldmark (Kronsberg). Es hatte eine Schule, 12 Wohn- und 10 Wirtschaftsgebäude sowie eine Windmühle. Dort wohnten 142 Einwohner in 28 Familien, darunter 12 Tagelöhner mit ihren Familien.
Südlich des Dorfes gab es später am sogenannten Heyden-Holz ein Forsthaus, das zum Ort gehörte. Das Mühlengehöft bestand noch bis 1945, die Mühle verschwand aber schon vor dem Ersten Weltkrieg.
Nach 1990 wurde ein großes Kiesvorkommen knapp nordwestlich des Dorfes durch das Kieswerk Zarrentin genutzt.

### Eingemeindungen
Um 1900 wurde das südöstlich der Stadt gelegene Dorf Klinkenberg nach Jarmen eingemeindet. Müssentin gehört seit dem 23. März 1970 zu Jarmen. Groß Toitin kam am 1. Juli 1973 hinzu. Am 13. Juni 2004 wurde Plötz eingemeindet.

## Bevölkerung
| Jahr | Einwohner |
| ---- | --------- |
| 1990 | 3510      |
| 1995 | 3234      |
| 2000 | 3180      |
| 2005 | 3457      |
| 2010 | 3202      |
| 2015 | 3015      |

| Jahr | Einwohner |
| ---- | --------- |
| 2020 | 2941      |
| 2021 | 2922      |
| 2022 | 2914      |
| 2023 | 2846      |

Stand: 31. Dezember des jeweiligen Jahres
Der Anstieg der Einwohnerzahl zwischen 2000 und 2005 ist auf die Eingemeindung von Plötz im Jahr 2004 zurückzuführen.

## Politik

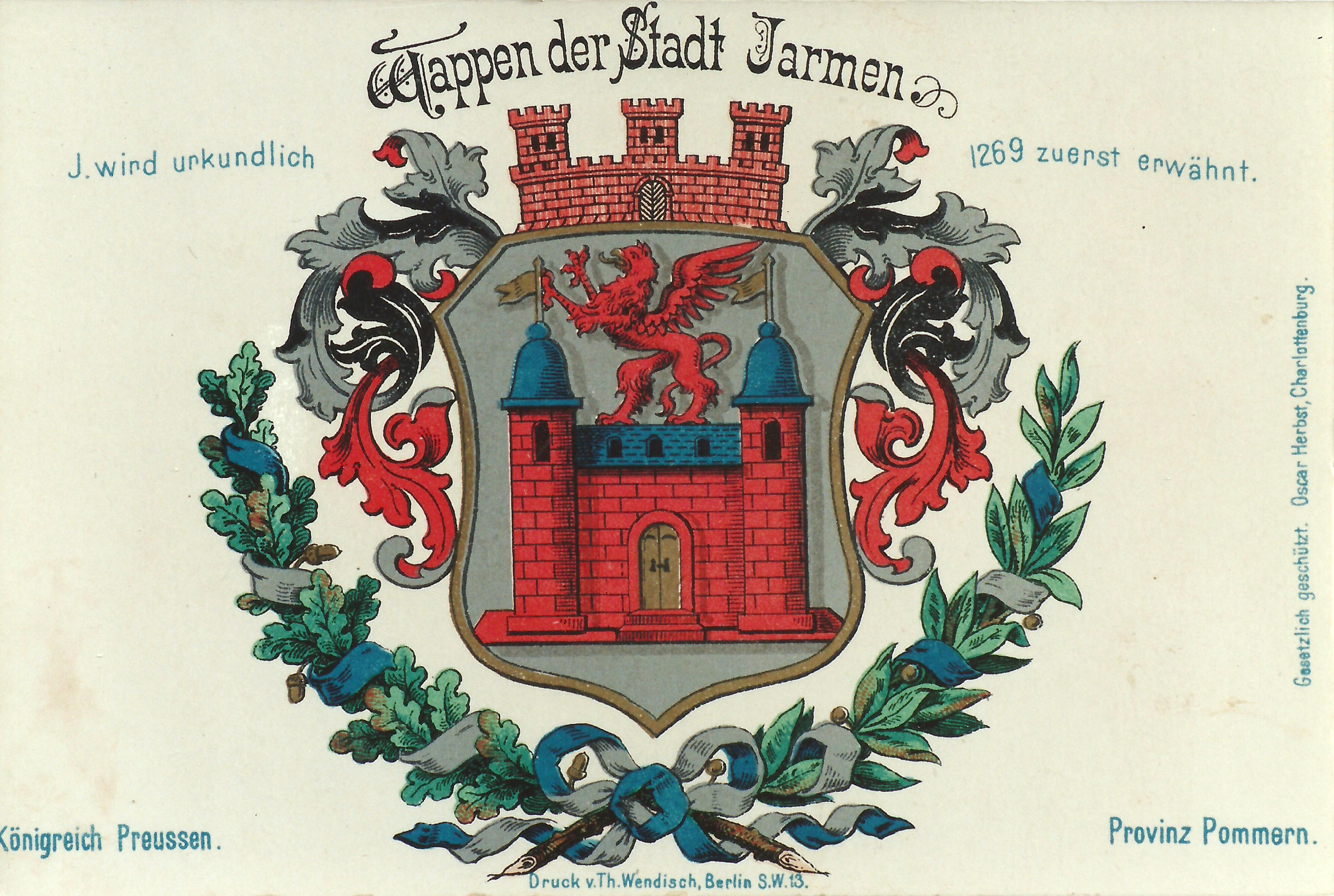
Historisches Wappen von Jarmen 1850

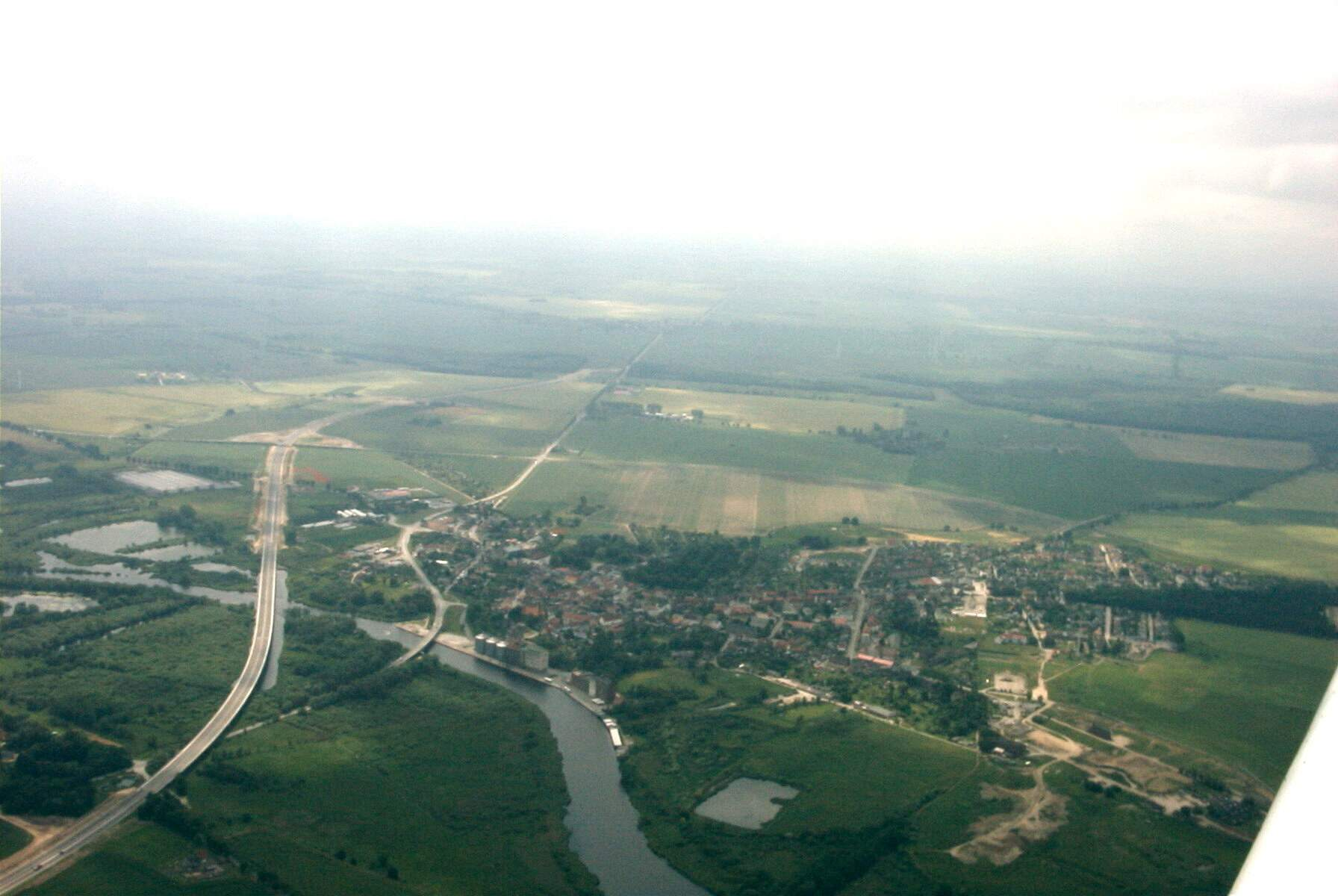
Luftbild Jarmen um 2002

Zuckerfabrik Jarmen 1900

### Stadtvertretung
Die Stadtvertretung von Jarmen besteht aus 13 Mitgliedern. Die Kommunalwahl am 9. Juni 2024 führte bei einer Wahlbeteiligung von 54,2 % zu folgendem Ergebnis:
| Partei / Wählergruppe          | Stimmenanteil 2019 | Sitze 2019 |  | Stimmenanteil 2024 | Sitze 2024 |
| ------------------------------ | ------------------ | ---------- |  | ------------------ | ---------- |
| Freie Wählergemeinschaft (FWG) | 44,4 %             | 6          |  | 62,3 %             | 8          |
| CDU                            | 29,6 %             | 4          |  | 24,1 %             | 3          |
| SPD                            | 11,7 %             | 1          |  | 08,6 %             | 1          |
| Einzelbewerber René Wardius    | –                  | –          |  | 05,0 %             | 1          |
| Die Linke                      | 12,5 %             | 2          |  | –                  | –          |
| Einzelbewerber Sebastian Kadow | 01,7 %             | –          |  | –                  |            |
| Insgesamt                      | 100 %              | 13         |  | 100 %              | 13         |

### Bürgermeister
- 1990–2021: Arno Karp (CDU)[18]
- seit 2021: André Werner (Freie Wählergemeinschaft)

Werner wurde in der Bürgermeisterwahl am 7. März 2021 mit 73,5 % der gültigen Stimmen für eine Amtszeit von acht Jahren gewählt.

### Wappen
| Wappen von Jarmen | Blasonierung: „In Silber eine rote Burg mit geschlossenem goldenen Tor im blau bedachten, mit drei Dachfenstern versehenen Mittelbau und zwei äußeren blau bedachten, mit je einem Rundbogenfenster versehenen Kuppeltürmen, der rechte Kuppelturm besteckt mit einem goldenen Patriarchenkreuz und einer goldenen Wetterfahne darunter, der linke besteckt mit einem goldenen lateinischen Kreuz und einer goldenen Wetterfahne darunter; zwischen den Kuppeltürmen ein aufgerichteter, golden bewehrter roter Greif.“ |
| Wappen von Jarmen | Wappenbegründung: Das nach dem Siegelbild eines Ratssiegels von 1842 gestaltete Wappen verbindet ein städtisches Symbol, eine Burg, mit einem Herrschaftszeichen, dem Wappenbild der Herzöge von Pommern. Letzteres soll die Zugehörigkeit der Stadt zum einstigen Herzogtum Pommern verdeutlichen. Das Wappen wurde 2001 von dem Schweriner Heraldiker Heinz Kippnick neu gezeichnet und unter der Nr. 130 der Wappenrolle des Landes Mecklenburg-Vorpommern registriert.                                              |

### Flagge
Die Stadt verfügt über keine amtlich genehmigte Flagge.

### Dienstsiegel
Das Dienstsiegel zeigt das Wappen der Stadt mit der Umschrift STADT JARMEN.

### Städtepartnerschaften
Seit 1997 ist Susz in der Woiwodschaft Ermland-Masuren im Powiat Iławski in Polen Partnergemeinde von Jarmen.

## Sehenswürdigkeiten und Kultur

### Bauwerke

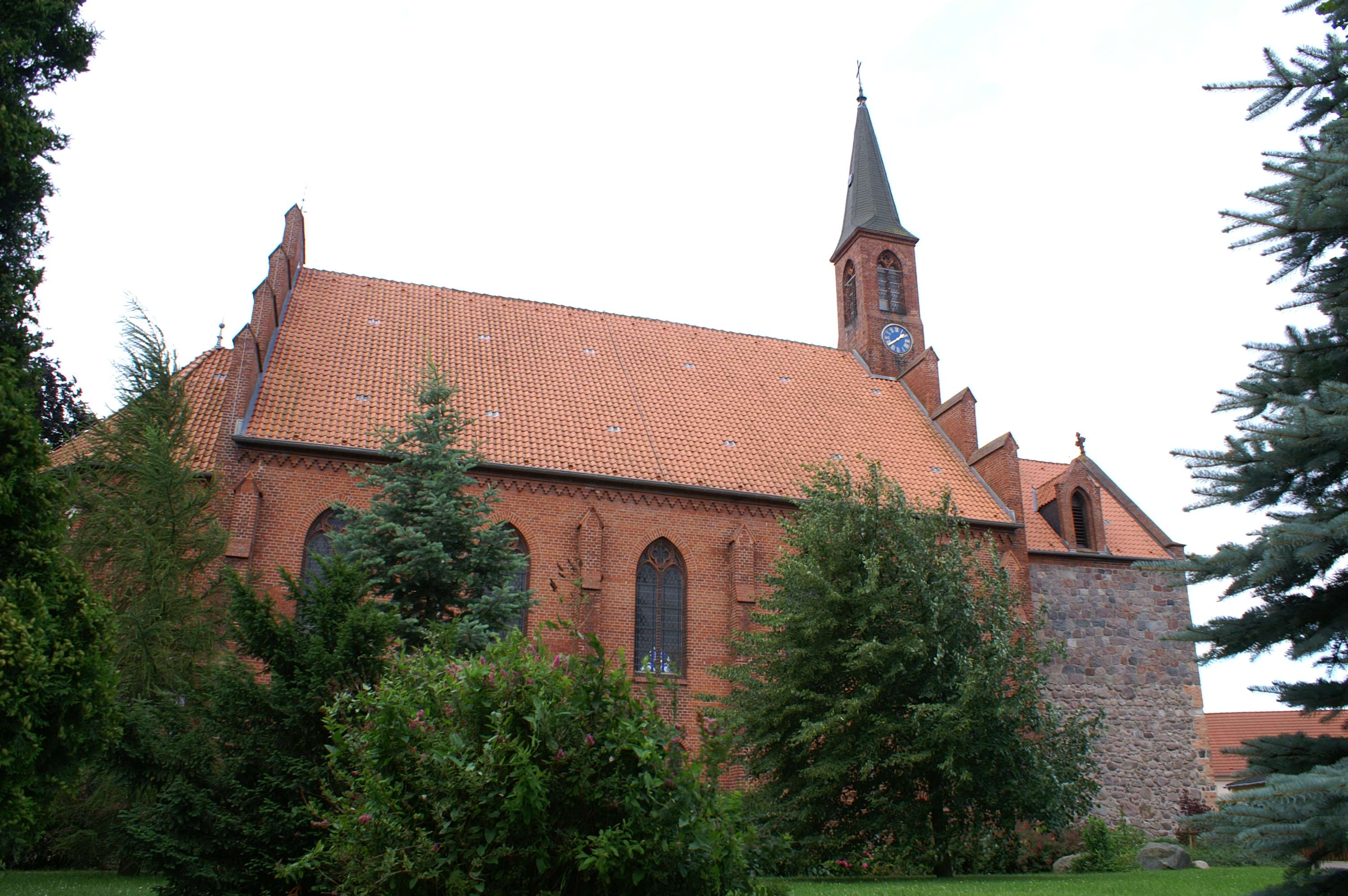
St.-Marien-Kirche Jarmen

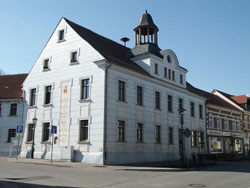
Rathaus Jarmen

- Neogotische St.-Marien-Kirche, 1863 eingeweiht, ihr Bau wurde durch eine Spende Friedrich Wilhelm IV. von Preußen unterstützt. Friedrich August Stüler soll die Baupläne überarbeitet haben. Der Chor besitzt drei Fenster mit bemerkenswerten Glasmalereien.
- Rathaus mit Stadtchronik am Giebel, Anfang des 19. Jahrhunderts erbaut und um 1966 saniert
- Dreieckiger Alter Markt nahe der Kirche, stellt ein beschauliches kleinstädtisches Ensemble dar. Über ihn lief bis 1967 der gesamte Verkehr der damaligen F 96 von der Peenebrücke.
- Denkmal für die Gefallenen der Kriege 1866 und 1870/71 in der Mitte des ebenfalls dreieckigen Neuen Markts
- Haus Waterstraat am Neuen Markt 5 von 1912 mit unverkennbaren Jugendstilelementen. Hier war einmal das HO-Kaufhaus, heute ist im Gebäude die Volksbank untergebracht.
- Altes Pfarrhaus mit viersäuligem Portikus am Neuen Markt, inzwischen verändert
- Seniorenpflegeheim Annastift Jarmen im ehemaligen Landambulatorium, 1923 als Hauptsitz des Landwirtschaftlichen Ein- und Verkaufs-Vereins (LEVV) errichtet.
- Ältester Brunnen der Stadt, heute im Speisesaal des Hotels zum Brunnen
- Stadtpark mit dem Denkmal für die Gefallenen des Ersten und Zweiten Weltkriegs sowie Motoball-Stadion am westlichen Ortsausgang in Richtung Demmin
- Kirche Plötz, rechteckiger Saalbau aus Feldstein mit Backsteineinschlüssen. Die Ausstattung stammt von 1841.
- Kapelle Groß Toitin, Feldsteinbau in neoromanischen Formen, 1860 anstelle eines älteren Gebäudes errichtet

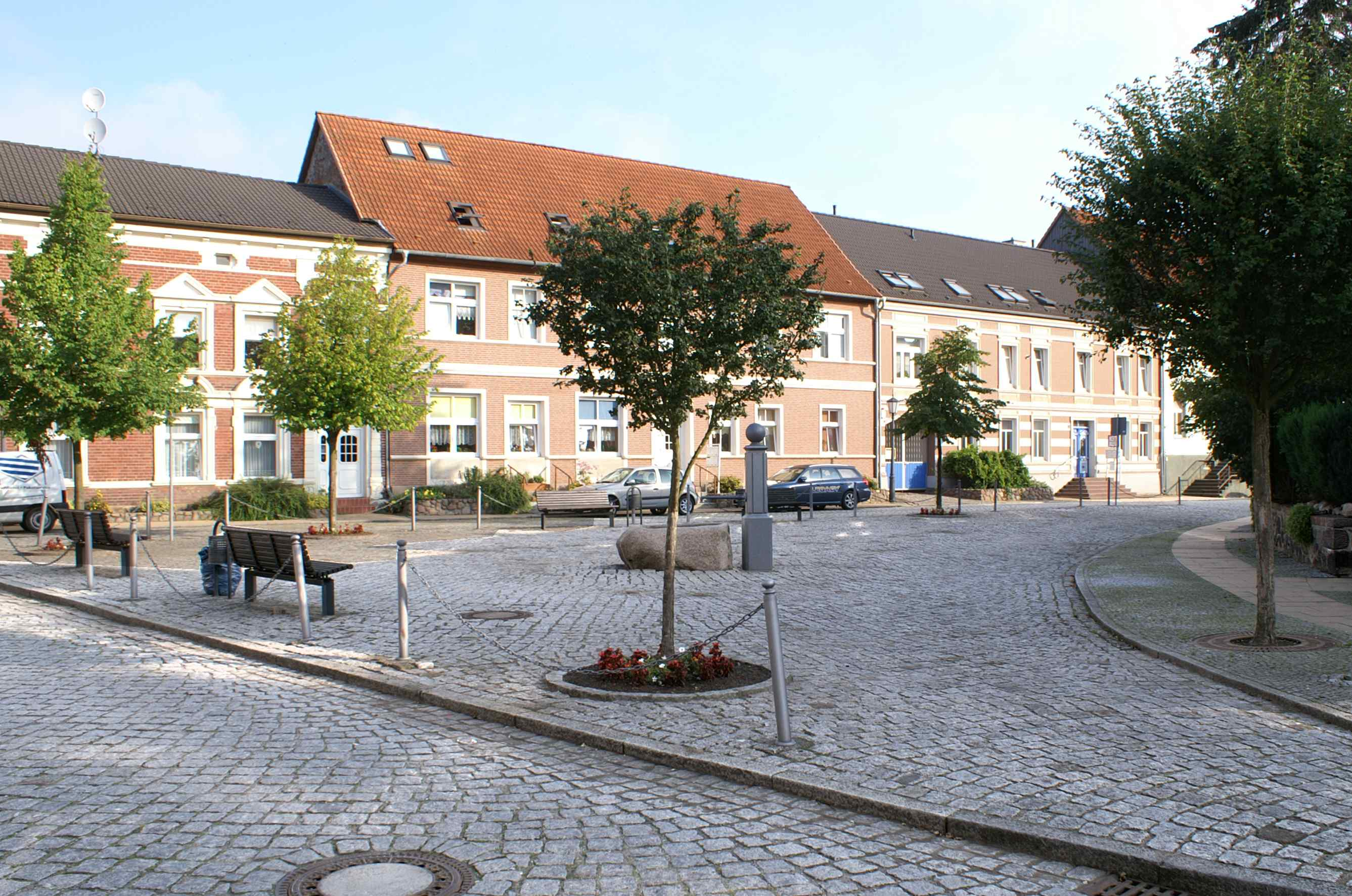
Alter Markt
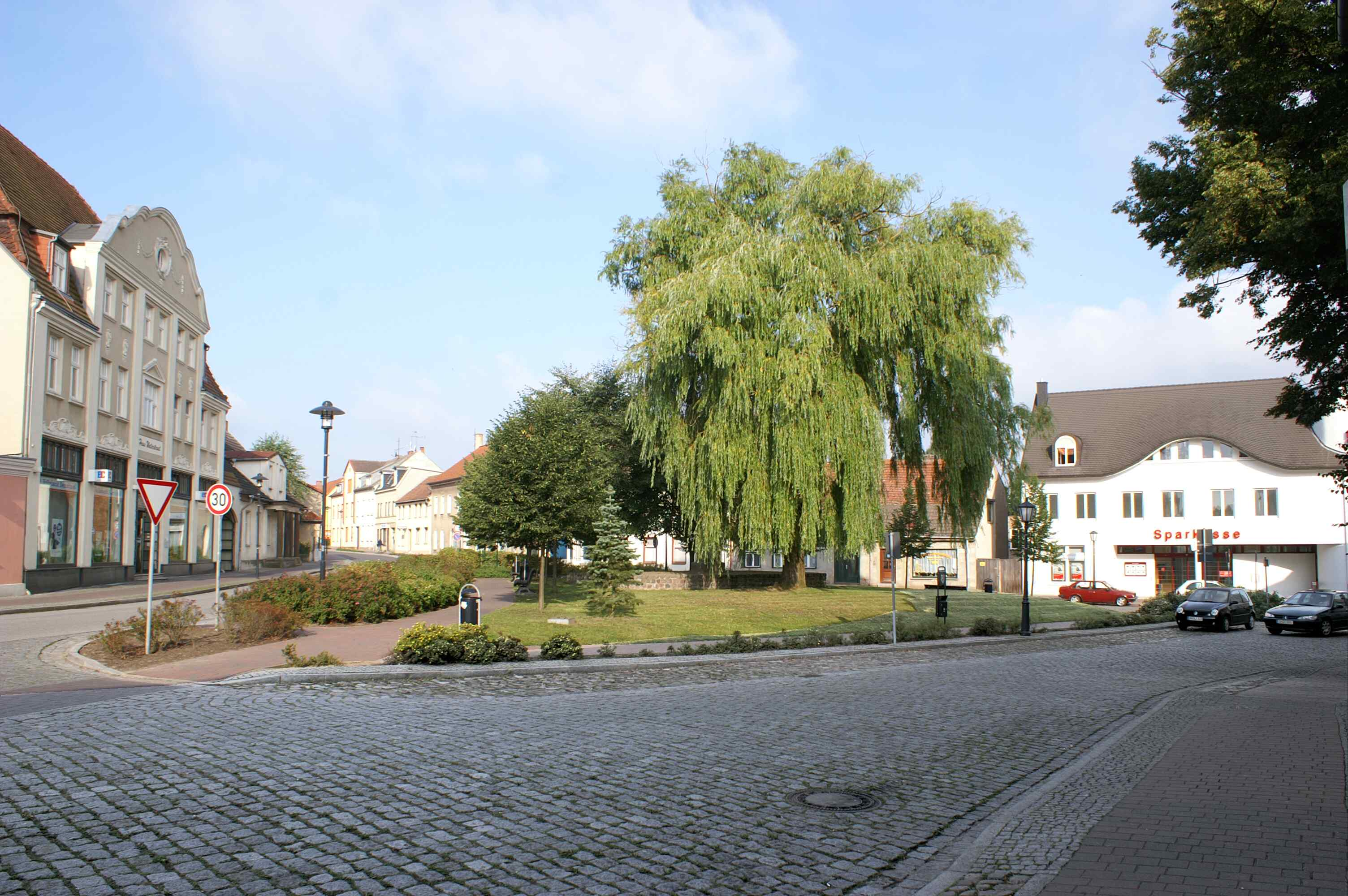
Neuer Markt
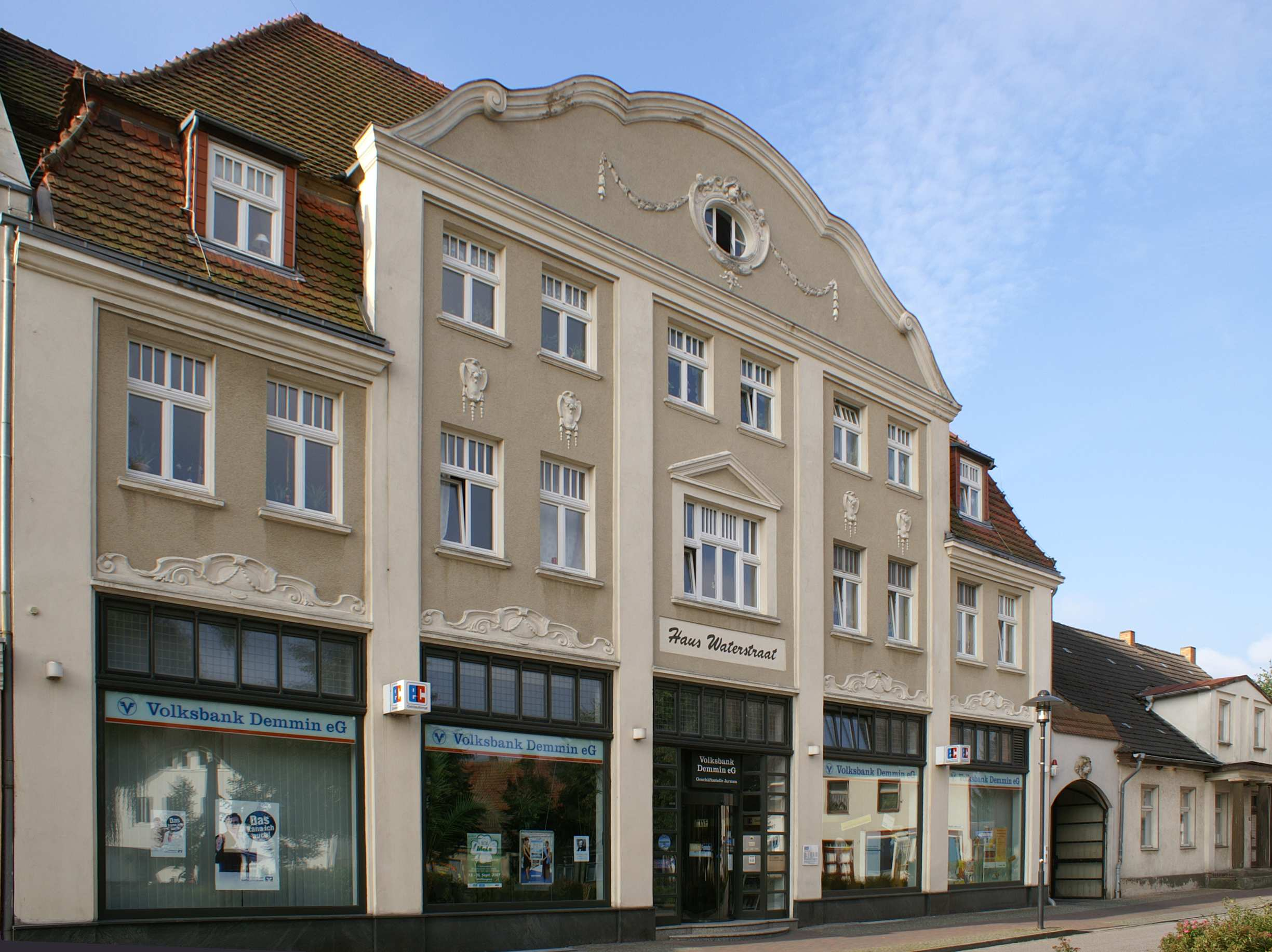
Haus Waterstraat
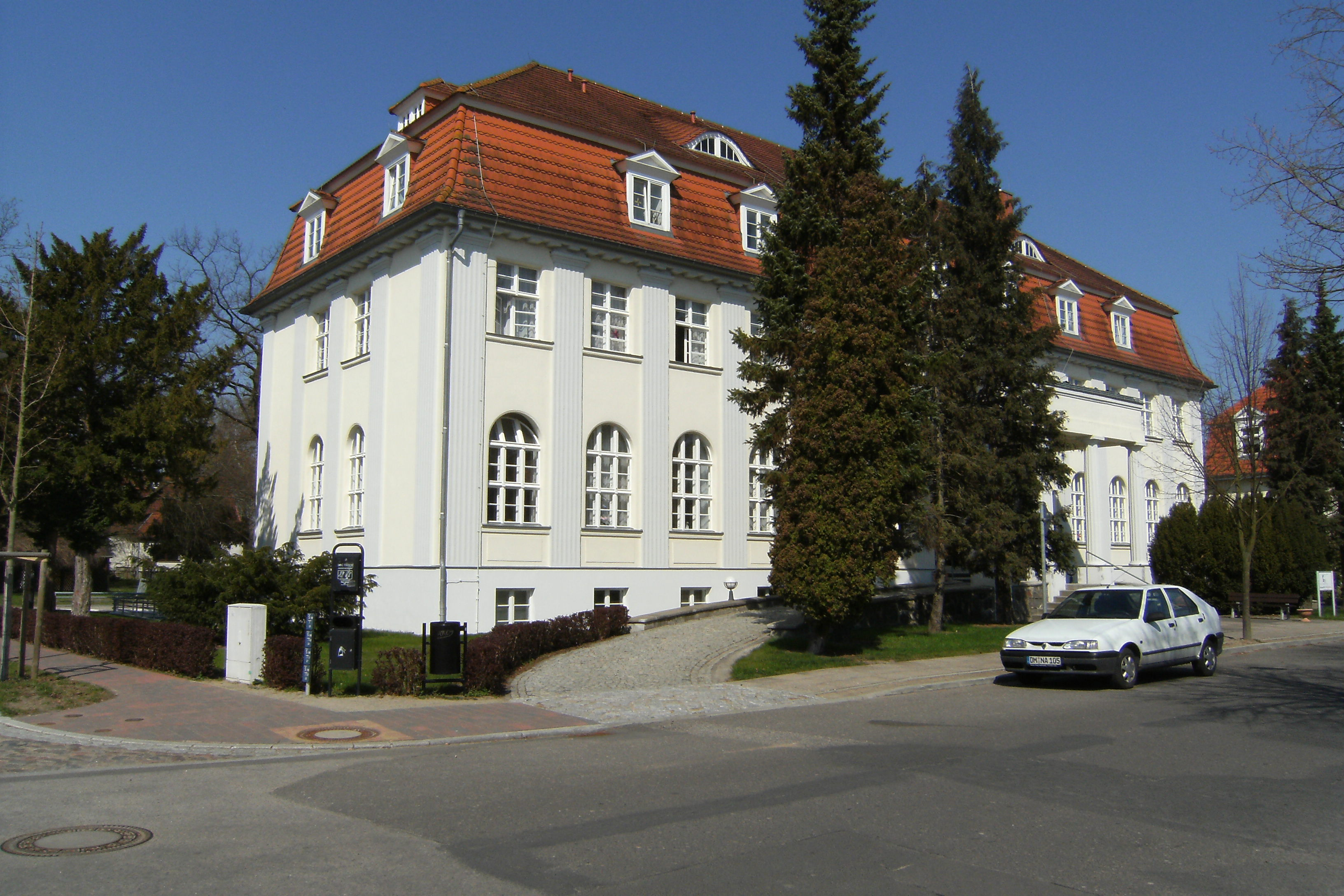
Ambulanz jetzt Altenheim

### Kultur
Seit 2016 findet regelmäßig im August das „Wasted in Jarmen“-Musikfestival mit regionalen und überregionalen Künstlern statt.

## Wirtschaft und Infrastruktur

### Unternehmen
Die Kunstmühle Jarmen am Hafen, erbaut 1907, war bis September 2020 die letzte in Betrieb befindliche Großmühle Mecklenburg-Vorpommerns. Daneben liegen am Peenekai die alten Hafenspeicher und die neueren Getreidesilos.
Einer der wichtigsten Betriebe war die Zuckerfabrik, die über 100 Jahre größter Arbeitgeber der Stadt war. Sie wurde nach 1990 geschlossen und seitdem fast vollständig abgerissen.
Von 1897 bis 1945 befanden sich hier auch die Zentralwerkstatt und der Lokschuppen für die drei Kleinbahngesellschaften der Kreise Anklam, Greifswald und Demmin. Jetzt sind nur noch Relikte erkennbar.
Der Discounter Aldi Nord betreibt im Gewerbegebiet Jarmen-Ost ein großflächiges Zentrallager und daneben ein weiteres Logistikzentrum. Beide nutzen hierbei die günstige Verkehrslage.

### Verkehr

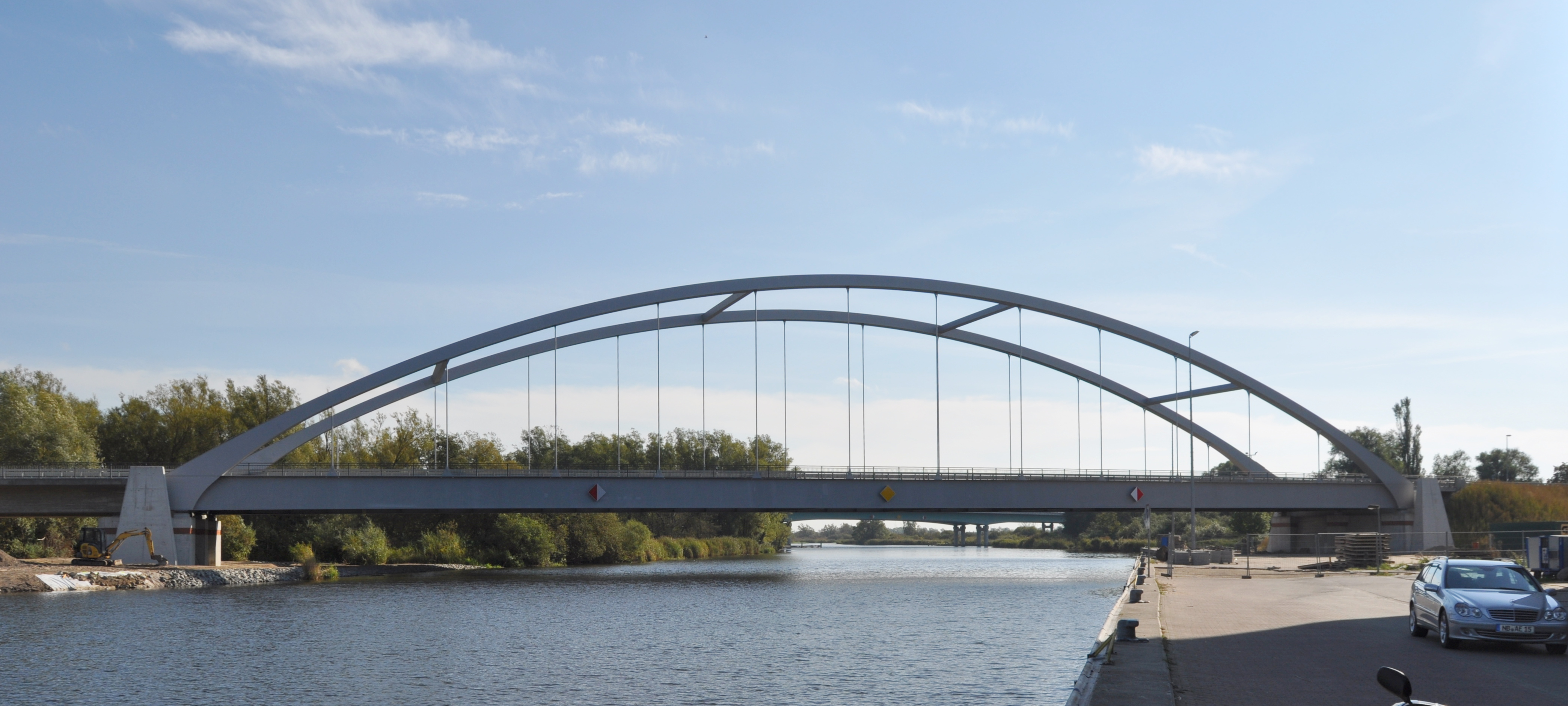
Peenebrücke Jarmen

Jarmen liegt an der Bundesstraße 110 zwischen Demmin und Anklam und an der Landesstraße L 35 zwischen Greifswald und Altentreptow (bis 2006: B 96), die sich bei Jarmen kreuzen. Die Autobahnanschlussstelle Jarmen an der Bundesautobahn 20 (Rostock–Neubrandenburg) liegt etwa zwei km vom Stadtzentrum entfernt.
Die L 35 und die parallel verlaufende A 20 (Peenetalbrücke) überqueren dabei die Peene. Hier ist die schmalste Stelle des Peenetales. Deshalb wurde für die Querung des Flusses durch die A 20 diese Stelle ausgewählt. 1967 war eine Stahlbrücke über die Peene errichtet und gleichzeitig die Straßenführung der damaligen F 96 aus der Stadt nach Osten verlegt worden. Die Brücke musste mehrmals saniert werden, weil die Fundamentgründung im Torf nicht tief genug war. Deshalb wurde die Peenebrücke Jarmen der L 35 im Jahr 2011 gänzlich abgerissen, abgetragen und 2012 als Stahlbogenbrücke neu aufgebaut sowie mit Betonrampen an die alte Straßenführung von 1967 angeschlossen.
Jarmen verfügt über keinen Eisenbahnanschluss. Die nächstgelegenen Bahnhöfe sind Greifswald und Züssow an der Bahnstrecke Angermünde-Stralsund. Sie werden von den Regional-Express-Linien RE 3 (Stralsund–Berlin–Falkenberg (Elster)) und RE 10 (Stralsund–Züssow) bedient. Auch ICE- und IC-Züge halten auf beiden Bahnhöfen.
Der 1996 aufwändig sanierte Jarmener Hafen dient vorrangig als Umschlagplatz für Getreide.

### Sport
Der Motoballsportclub MSC Jarmen war mehrfacher DDR-Meister. Er spielt in der Motoball-Bundesliga Nord.
Der SV Blau-Weiß 21 Jarmen spielt seit der Saison 2020/21 in der Fußball-Landesklasse II Mecklenburg-Vorpommerns.

## Persönlichkeiten

### Söhne und Töchter der Stadt
- August Wiebker (1804–1849), Jurist, Mitglied der Frankfurter Nationalversammlung
- Wilhelm Krauel (1876–1952), Schriftsteller
- Walter Volgmann (1893–1945), Politiker (NSDAP), Oberbürgermeister von Rostock
- Dieter Kmietczyk (* 1949), Politiker (Bündnis 90/Die Grünen)
- Hans-Dieter Brüchert (* 1952), Ringer
- Karina Albrecht (* 1959), Schriftstellerin, geboren in Plötz
- Petra Nadolny (* 1960), Schauspielerin

### Mit Jarmen verbundene Persönlichkeiten
- Michael Sack (* 1973), Politiker (CDU), in Groß Toitin aufgewachsen
- Jan „Monchi“ Gorkow (* 1987), Musiker und Sänger der Band Feine Sahne Fischfilet, in Jarmen aufgewachsen

## Musik
- Feine Sahne Fischfilet: Geschichten aus Jarmen (Song aus dem Album „Scheitern und Verstehen“)[25]